# 1998 год в музыке

## События
- 28 марта — заложение именной звезды Валерия Леонтьева на Площади Звёзд.
- Впервые вышла в эфир радиостанция Наше радио
- Первый сингл с первого альбома Бритни Спирс …Baby One More Time, который стал хитом во всех странах мира.
- Возвращение на сцену группы Modern Talking
- 11 июня родилась первая дочь Джеймса Хэтфилда (вокалист группы Metallica)
- Певица Натали выпустила песню Ветер с моря дул, который стал сразу хитом и Натали была на пике популярности

### Образовались
- поп-группа Alcazar
- рок-группа Lumen
- рок-группа «Zемфира»
- рок-группа «Торба-на-Круче» (петербургский период)
- рок-группа «Полюса» (декабрь)
- метал-группа Bullet for My Valentine
- симфо-пауэр-метал-группа Edenbridge
- рэп-группа «Ю.Г.»
- рок-группа Breaking Benjamin
- дуэт Mandalay
- дуэт Evil Nine
- рок-группа Thirty Seconds to Mars
- рэп-группа «Многоточие»
- инди-группа «Морэ & Рэльсы»
- постметал-группа Cult of Luna
- группа Hi-Fi (2 августа)
- рок-группа Eagles of Death Metal
- рок-группа Gorillaz
- рок-группа Coldplay
- метал-группа Amatory

## Продажи
- Самый продаваемый альбом в США (Billboard Top 200) — звуковая дорожка к фильму «Титаник»
- Самый продаваемый альбом в Великобритании — «Talk on Corners» (The Corrs)
- Самый продаваемый сингл в США (Billboard Hot 100) — «Too Close» (Next)
- Самый продаваемый сингл в Великобритании — «Believe» (Шер)
- Самый продаваемый сингл в мире — «...Baby One More Time» (Бритни Спирс)

## Награды
- «Грэмми» за альбом года — Лорин Хилл за The Miseducation of Lauryn Hill
- «Грэмми» за запись года — Селин Дион за «My Heart Will Go On»
- «Грэмми» за песню года — «My Heart Will Go On»
- Brit Awards за лучшие британские записи: сингл — «Angels» (Робби Уильямс), альбом — «This Is My Truth Tell Me Yours» (Manic Street Preachers)

### Зал славы рок-н-ролла
Исполнители:
- Eagles (Берни Ледон[англ.], Рэнди Мейснер[англ.], Джо Уолш, Дон Фелдер[англ.], Гленн Фрай, Дон Хенли и Тимоти Шмит[англ.])[1]
- Fleetwood Mac (Линдси Бакингем, Питер Грин, Дэнни Кирван, Джон Макви[англ.], Кристин Макви, Стиви Никс, Джереми Спенсер[англ.] и Мик Флитвуд)[2]
- The Mamas & the Papas (Денни Доэрти, Джон Филлипс, Мишель Филлипс и Касс Эллиот)[3]
- Santana (Хосе Ареас[англ.], Дэвид Браун[англ.], Майкл Карабелло[англ.], Грегг Роли, Карлос Сантана и Майкл Шрив[англ.])[4]
- Джин Винсент[5]
- Ллойд Прайс[6]

Раннее влияние:
- Джелли Ролл Мортон[7]

Неисполнители:
- Аллен Туссант[8]

### Зал славы авторов песен
- Джон Барри[9]
- Дэйв Бартоломью[10]
- Фэтс Домино[11]
- Ларри Сток[англ.][12]
- Джон Уильямс[13]

Награда Джонни Мерсера:
- Пол Саймон[14]

Награда Эйба Олмена издателю:
- Ирвин З. Робинсон[15]

Награда Хауи Ричмонда создателю хитов:
- Дайана Росс[16]

Награда покровителю искусств:
- Дэвид Чекеттс[англ.][17]

Награда за выдающуюся песню:
- The Christmas Song[18]

Награда Сэмми Кана за жизненные достижения:
- Берри Горди[19]

### Зал славы кантри
- Джордж Морган[20]
- Элвис Пресли[21]
- Тэмми Уайнетт[22]
- Бад Уэнделл[англ.][23]

## Выпущенные альбомы
См. также категорию музыкальных альбомов 1998 года.

### Январь
- 16 января — Moon Safari (Air, LP, Source)

- 26 января — Sin/Pecado (Moonspell, LP, Century Media)

### Февраль
- 15 февраля — Стрелки идут вперёд (Стрелки)
- 16 февраля — Manschoud (Wise Hand)
- 24 февраля — Train (Train)

### Март
- 2 марта — Deus ex Machina (Лив Кристин)
- 3 марта — Ray of Light (Мадонна)
- 6 марта — Hameln (In Extremo)
- 10 марта — Snake Bite Love (Motörhead)
- 23 марта — Virtual XI (Iron Maiden, EMI/CMC International)
- 23 марта — Intra Venus (The Bates)
- 24 марта — In the Line of Fire (Hussein Fatal)
- 28 марта — Санта-Барбара (Валерий Леонтьев)
- С любовью к Единственной — (Филипп Киркоров)

### Апрель
- 1 апреля — Гранатовый альбом (Сплин)

- 7 апреля — Lacuna Coil (Lacuna Coil, EP)
- 7 апреля — Потому что нельзя быть красивой такой (Белый орёл)
- 14 апреля — Duality (Лиза Джеррард и Питер Бурк)
- 20 апреля — Music Has the Right to Children (Boards of Canada, LP, Warp Records)
- 21 апреля — Soulfly (Soulfly, CD, Roadrunner Records)
- 24 апреля — Better Than Raw (Helloween)
- 27 апреля — Nightfall in Middle-Earth (Blind Guardian)

### Май
- 2 мая — Генератор зла (Ария)
- 5 мая — Cruelty and the Beast (Cradle of Filth)
- 11 мая — Version 2.0 (Garbage)
- 12 мая — Mezzanine (Massive Attack)
- 14 мая — Mina Celentano (Адриано Челентано)
- 18 мая — Destroyer (Gorgoroth)
- 19 мая — It's Dark and Hell Is Hot (DMX)

### Июнь
- 2 июня — Cold (Cold)
- 2 июня — Abandon (Deep Purple)
- 24 июня — Акварель (Светлана Лазарева)

- 30 июня — Behind the Front (The Black Eyed Peas)
- 30 июня — System of a Down (System of a Down)

### Июль
- 14 июля — Destiny (Stratovarius)
- 14 июля — Hello Nasty (Beastie Boys)
- 20 июля — No Time to Chill (Scooter)

### Август
- 5 августа — Шамора (Мумий Тролль)

- 18 августа — Follow the Leader (Korn)
- 18 августа — Devil Without a Cause (Кид Рок)
- 18 августа — Candyass (Orgy)
- 22–23 августа — Live aus Berlin (Rammstein)
- 25 августа — EndSerenading (Mineral)
- 25 августа — Hellbilly Deluxe (Rob Zombie)
- 25 августа — I've Been Expecting You (Робби Уильямс)
- 25 августа — The Miseducation of Lauryn Hill (Лорин Хилл)
- 25 августа — Godsmack (Godsmack)

### Сентябрь
- 14 сентября — Там, де нас нема (Океан Ельзи)

- 14 сентября — Form & Function (Photek)
- 15 сентября — Mechanical Animals (Marilyn Manson)
- 22 сентября — Queens of the Stone Age (Queens of the Stone Age)
- 22 сентября — Psycho Circus (Kiss)
- 28 сентября — Electric Fire (Роджер Тейлор)
- 29 сентября — Psyence Fiction (UNKLE)

### Октябрь
- 1 октября — Oceanborn (Nightwish)
- 1 октября — Gran Turismo (The Cardigans)
- 5 октября — Symphony of Enchanted Lands (Rhapsody)
- 6 октября — Against (Sepultura)
- 12 октября — You’ve Come a Long Way, Baby (Fatboy Slim, Atlantic Records)
- 12 октября — Without You I’m Nothing (Placebo)
- 13 октября — 12 Songs of Christmas (Этта Джеймс)
- 20 октября — Hard to Swallow (Ванилла Айс, Republic Records)
- 20 октября — Eros live (Эрос Рамаццотти, DDD, RCA Records)
- 22 октября — Believe (Шер)
- 26 октября — Up (R.E.M.)
- 27 октября — Once in a LIVEtime (Dream Theater)

### Ноябрь
- 10 ноября — Roseland NYC Live (Portishead)
- 17 ноября — Americana (The Offspring)
- 24 ноября — Garage Inc. (Metallica)

### Декабрь
- 5 декабря — Чувствуйте Не Спать!!! (ППК)
- 10 декабря — Ой, мама, шика дам! (Филипп Киркоров)
- 22 декабря - Flesh of My Flesh, Blood of My Blood (DMX)

### Неточная дата
- Alquilbencil (Alquilbencil, LP)
- LP5 (Autechre)
- Buddha (Blink-182)
- Keepin' It Real (C-Block)
- Industry (Dom & Roland)
- Third Dimension (Down Low)
- Evanescence (Evanescence, EP)
- Embrace the Emptiness (Evoken)
- On the Floor at the Boutique (Fatboy Slim)
- Something Wicked This Way Comes (Iced Earth)
- Weckt die Toten (In Extremo, LP)
- Jaga Jazzist Magazine EP (Jaga Jazzist)
- Pictured Within (Jon Lord)
- Saturday Teenage Kick (Junkie XL)
- I Am Not a Doctor (Moloko)
- Big Calm (Morcheeba)
- Father (Nana)
- Yield (Pearl Jam)
- Live & Rare (Rage Against the Machine)
- I Wanna See You Bellydance (Red Elvises)
- Making Bones (Red Snapper)

- Becoming RemiXed (Sneaker Pimps)
- Sonic Origami (Uriah Heep)
- Seance At The Chaebol (Vacuum)
- Invictus (Virgin Steele)
- 10 лет жизни (Агата Кристи)
- Два kopablya Remixed 2 (Агата Кристи)
- Чудеса (Агата Кристи)
- Это Не Больно (Рабы Лампы)
- Black Art (Mental Home)
- Koncert (Яромир Ногавица)
- Vain Glory Opera (Edguy)
- Овалы (Вячеслав Бутусов)
- Ветер с моря (Натали)
- Уличный художник (Наталья Штурм)
- Баллады (Сектор Газа)
- Блажь (Николай Носков)
- Ты меня не буди (Маша Распутина)
- Музыка для машин (Високосный год)
- Акустический Альбом (Король и Шут)

## Родились
- 21 января — 10AGE — российский рэпер.
- 23 января
  - Рейчел Кроу — американская певица и актриса.
  - XXXTentacion (ум. 2018) — американский рэпер и автор песен.
- 26 января — Мунбин (ум. 2023) — южнокорейский певец, танцор, актёр и модель, участник бойбенда Astro.
- 28 января — Ариэль Уинтер — американская актриса и певица.
- 29 января — Мион Мукаити — японская певица, участница группы AKB48.
- 7 февраля — Шарлот — российский музыкант, певец и автор песен.
- 11 февраля — Халид — американский соул-певец и автор-исполнитель.
- 13 февраля — Vacío — российский рэпер.
- 17 февраля — Моргенштерн — российский рэпер, музыкант и видеоблогер.
- 19 февраля
  - Ким Чону — южнокорейский певец, участник бой-бенда NCT.
  - Лекси Алиджай (ум. 2020) — американская рэп-исполнительница.
- 9 марта — Со Суджин — южнокорейская певица, участница группы (G)I-DLE.
- 16 марта — Lil Keed (ум. 2022) — американский рэпер, певец и автор песен.
- 19 марта — Сакура Мияваки — японская певица, участница групп HKT48 и Iz*One.
- 24 апреля — Райан Ньюман — американская актриса, певица и фотомодель.
- 28 мая — Ким Дахён — южнокорейская певица и рэпер, участница группы Twice.
- 18 июня — Патриция Янечкова (ум. 2023) — словацкая оперная певица (сопрано).
- 15 июля — JayDaYoungan (ум. 2022) — американский рэпер.
- 3 августа — Кози Зулсдорф — американская актриса и певица.
- 8 августа — Шон Мендес — канадский певец, автор песен и фотомодель.
- 14 августа — Doechii — американская рэп-исполнительница.
- 25 августа — Чайна Энн Макклейн — американская актриса, певица и автор песен.
- 26 августа — Чон Соён — южнокорейская певица, рэпер и автор песен, участница группы (G)I-DLE.
- 1 октября — Тима Белорусских — белорусский певец и автор песен.
- 22 октября — Родди Рич — американский рэпер.
- 25 октября — Ли Ноу — южнокорейский певец, участник группы Stray Kids.
- 2 ноября — Элки Чон — гонконгская певица и актриса, участница группы CLC.
- 2 декабря — Juice WRLD (ум. 2019) — американский рэпер, певец и автор песен.
- 16 декабря — Чжоу Цзецюн —  китайская певица.
- 22 декабря — Джи Ханнелиус — американская актриса, комедиантка и певица.

## Скончались
- 6 января — Георгий Свиридов (82) — советский и российский композитор и пианист
- 14 января — Сафие Айла (90) — турецкая певица
- 16 января — Гаянэ Чеботарян (79) — советский, российский и армянский композитор, музыковед, пианистка и педагог
- 19 января — Карл Перкинс (65) — американский певец, гитарист и композитор
- 6 февраля — Карл Уилсон (51) — американский певец, музыкант и автор песен, основатель и гитарист группы The Beach Boys
- 15 февраля — Лариса Алексеева (90) — советская и белорусская певица
- 6 апреля — Тэмми Уайнетт (55) — американская кантри-певица и автор песен
- 2 мая — hide (33) — японский музыкант, гитарист группы X Japan
- 14 мая — Фрэнк Синатра (82) — американский певец, актёр и шоумен
- 15 мая — Сергей Парамонов (36) — советский и российский певец
- 3 августа — Альфред Шнитке (63) — советский и российский композитор, музыкальный педагог и музыковед
- 5 августа — Элдон Шэмблин[англ.] (82) — американский гитарист и аранжировщик
- 20 августа — Андрей Панов (38) — советский и российский рок-музыкант, основатель, лидер и вокалист группы «Автоматические удовлетворители»
- 4 сентября — Игорь Сорин (28) — советский и российский певец и музыкант, солист группы «Иванушки International»
- 12 октября
  - Айыы Уола (20) — российский якутский певец и автор песен
  - Олдрих Флосман (73) — чешский и чехословацкий композитор.
- 15 октября — Рольф Агоп (90) — немецкий дирижёр
- 11 декабря — Линн Стрейт (30) — американский певец и музыкант, вокалист группы Snot
- 30 декабря — Джонни Мур[англ.] (64) — американский певец, вокалист группы The Drifters